# Estació de Flaçà
L'Estació de Flaçà és una estació de ferrocarril propietat d'adif situada a la població de Flaçà, a la comarca del Gironès. L'estació es troba a la línia Barcelona-Girona-Portbou i hi tenen parada trens de la línia regional R11 i de la línia de rodalia RG1 de Rodalies de Catalunya, operats per Renfe Operadora. L'edifici és una obra de Flaçà (Gironès) inclosa a l'Inventari del Patrimoni Arquitectònic de Catalunya.
L'any 2016 va registrar l'entrada de 164.000 passatgers.

## Història
El 17 de desembre de 1877 s'inaugurava el tram de línia entre Girona i Figueres, construïda per la Companyia dels Ferrocarrils de Tarragona a Barcelona i França (TBF) entre Girona i Figueres. A partir d'aquell moment l'estació de Flaçà constituiria un punt important dins aquesta línea, amb parada obligada de tots els trens, ja que la seva situació la fa ser un nus de comunicacions amb el Baix Empordà, la Costa Brava, etc.
Al cap d'un temps s'instal·larà a prop seu l'estació del carrilet de Girona a Palamós, actualment desaparegut, esdevenint aquest lloc el punt més vital del municipi.
L'any 2010 Companyia Nocturna estrena a Barcelona el muntatge teatral "El Último Tren" d'Isaac Badia. Una història inspirada en l'estació de Flaçà on dos adolescents perden a Flaçà l'últim tren que pretenien agafar la nit que decideixen escapar-se de casa.

## Edifici
L'edifici respon al model al model que es va dissenyar en aquell moment per a moltes de les estacions d'aquesta línia, amb un edifici de viatgers i un moll de mercaderies. L'edifici és un exemple d'edificis que van reemplaçar els originals per construccions més funcionals que les antigues estacions. És de planta rectangular amb coberta de teula plana a dues vessants. És suportada per cairats i té una àmplia barbacana. L'estructura és formada per pilarets i amplis cavalls de fusta i parets de tancament de rajol massís. Tant els pilars com els amplis cavalls de fusta s'acusen en les façanes. Del mateix estil i època es conserven els serveis i el magatzem.

## Serveis ferroviaris
| Procedència/Destinació                     | <                    | Línia | >                             | Procedència/Destinació                 |
| ------------------------------------------ | -------------------- | ----- | ----------------------------- | -------------------------------------- |
| Rodalia de Girona                          |                      |       |                               |                                        |
| L'Hospitalet de Llobregat                  | Bordils-Juià         |       | Sant Jordi Desvalls           | Figueres Portbou                       |
| Serveis regionals de Rodalies de Catalunya |                      |       |                               |                                        |
| Barcelona-Sants                            | Bordils-Juià Girona¹ |       | Sant Jordi Desvalls Figueres² | Figueres Portbou Cervera de la Marenda |

1. Els Catalunya Exprés no efectuen parada ni a Bordils-Juià ni a Celrà sent la següent o anterior Girona.
2. Els Catalunya Exprés no efectuen parada entre Flaçà i Figueres sent la següent o anterior Figueres.

## Galeria d'imatges

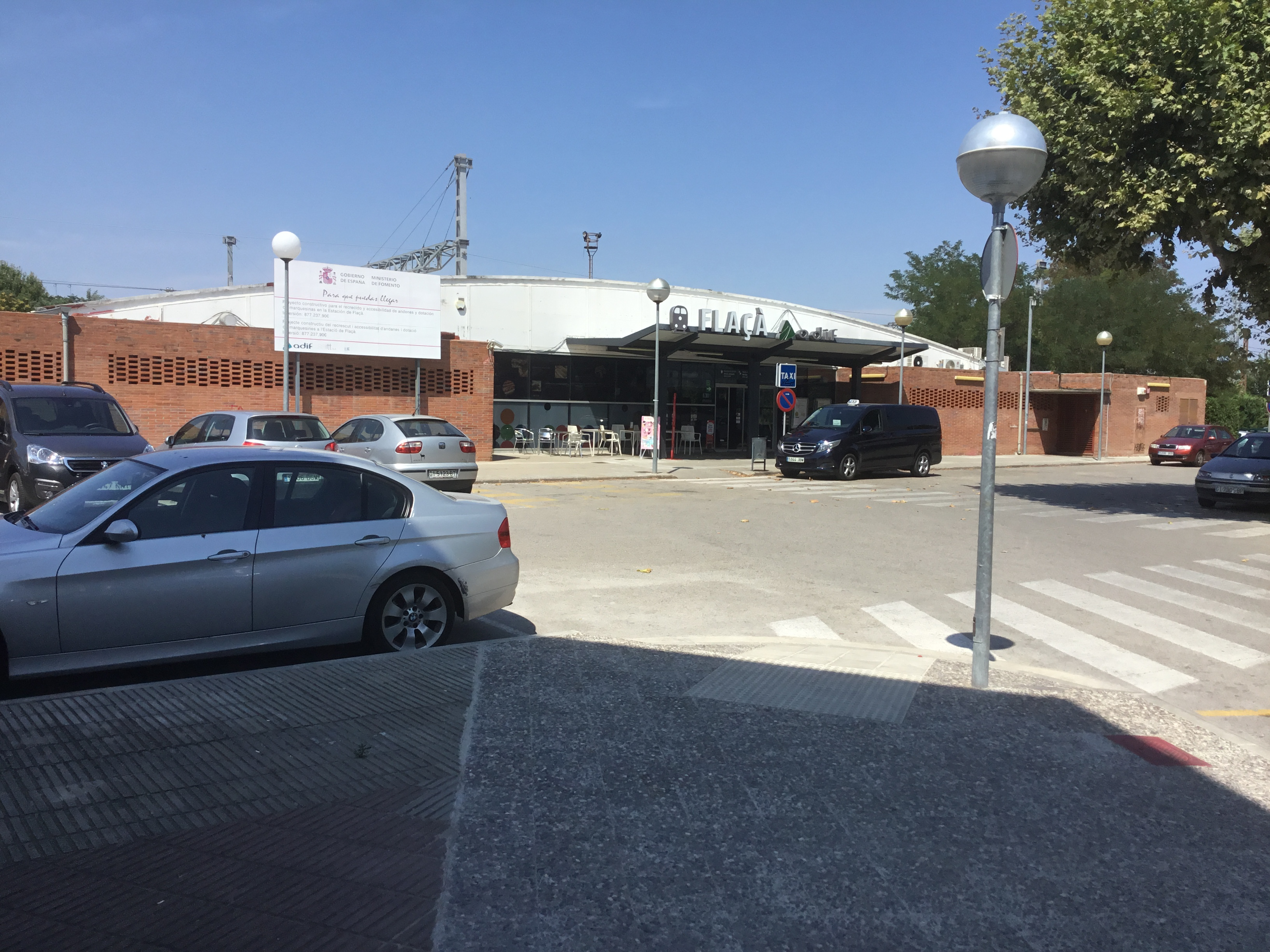
Edifici i accés a l'estació
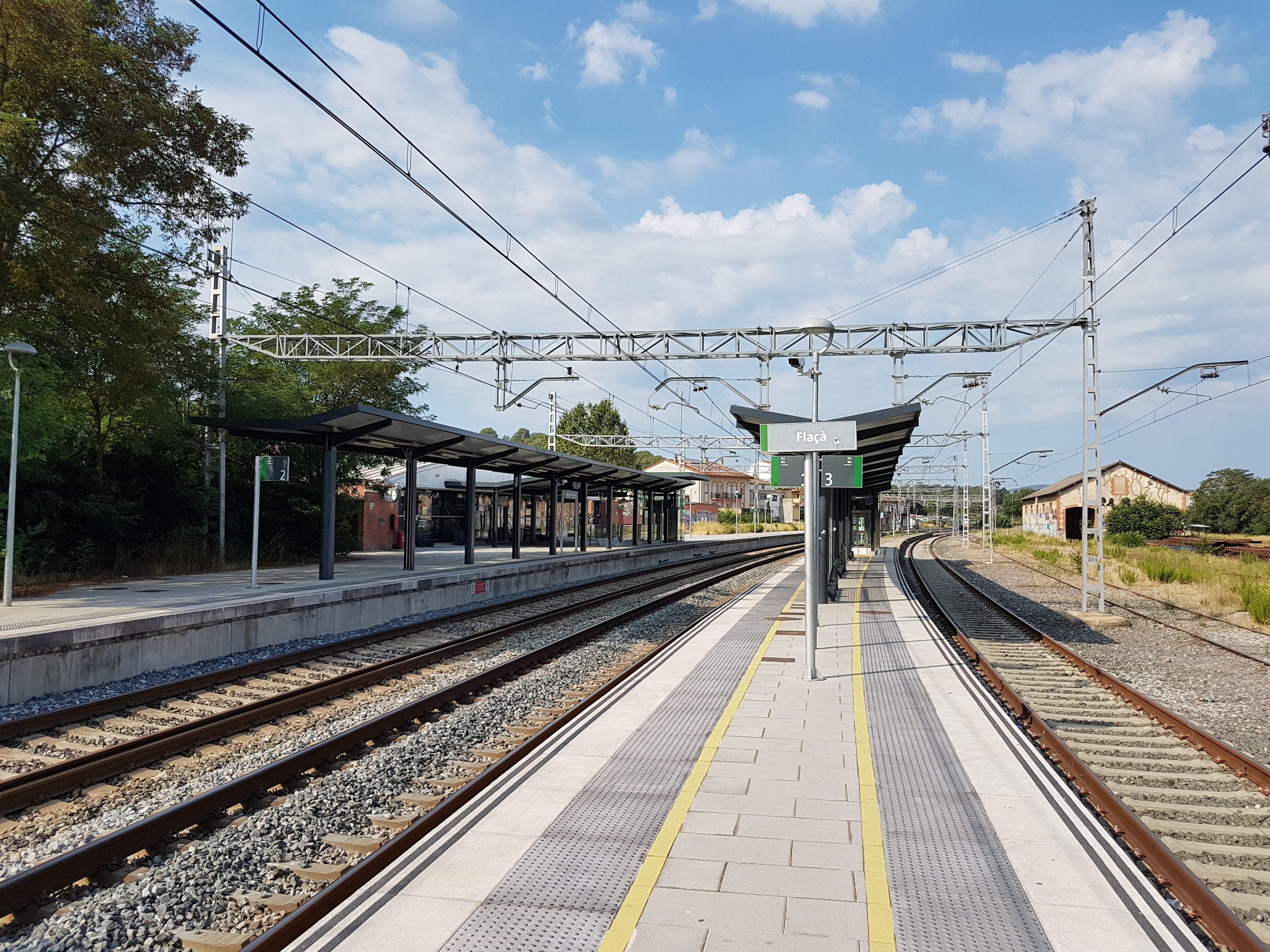
Vies i andanes de l'estació
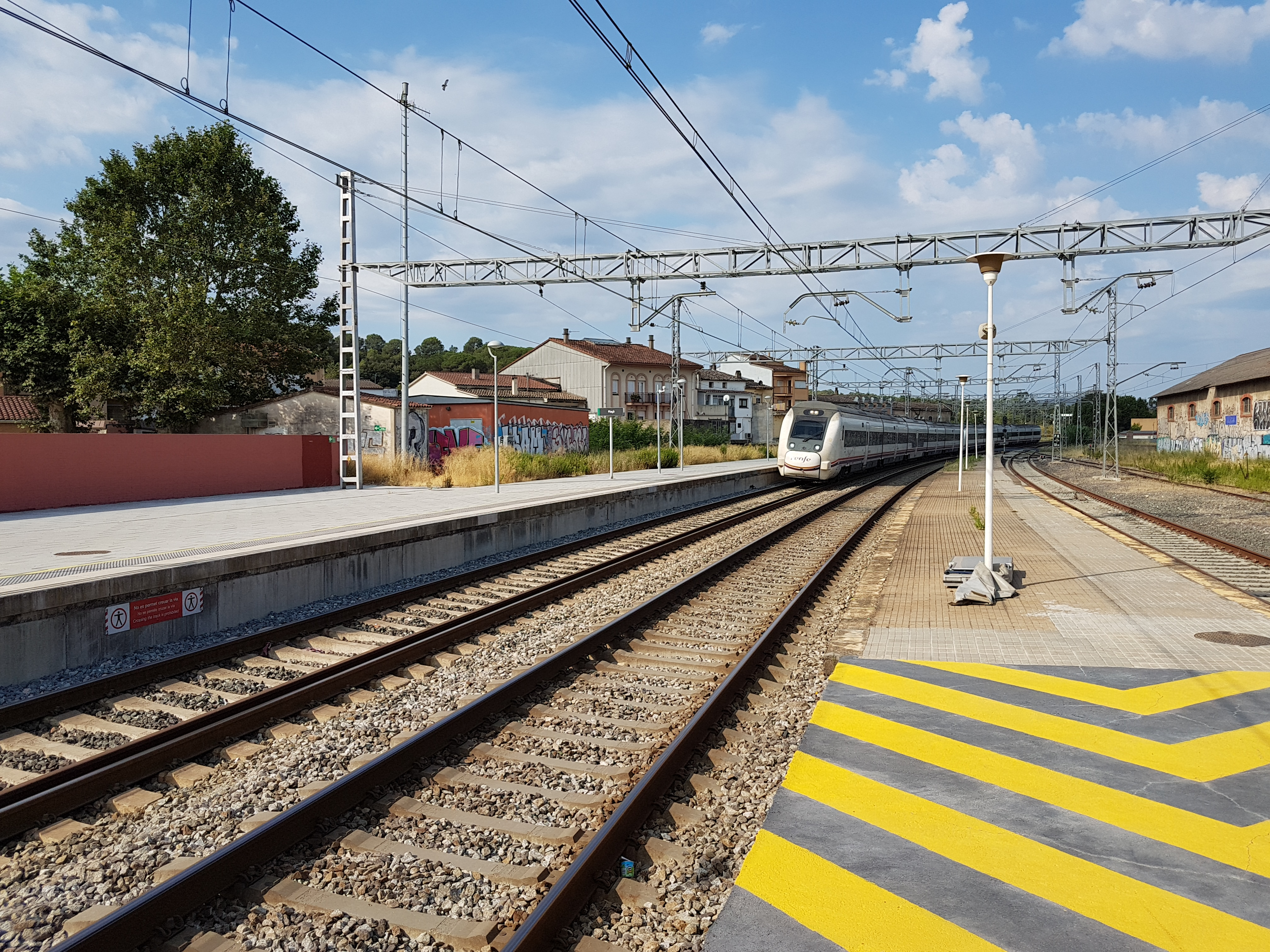
Regional R11 Portbou per via 2
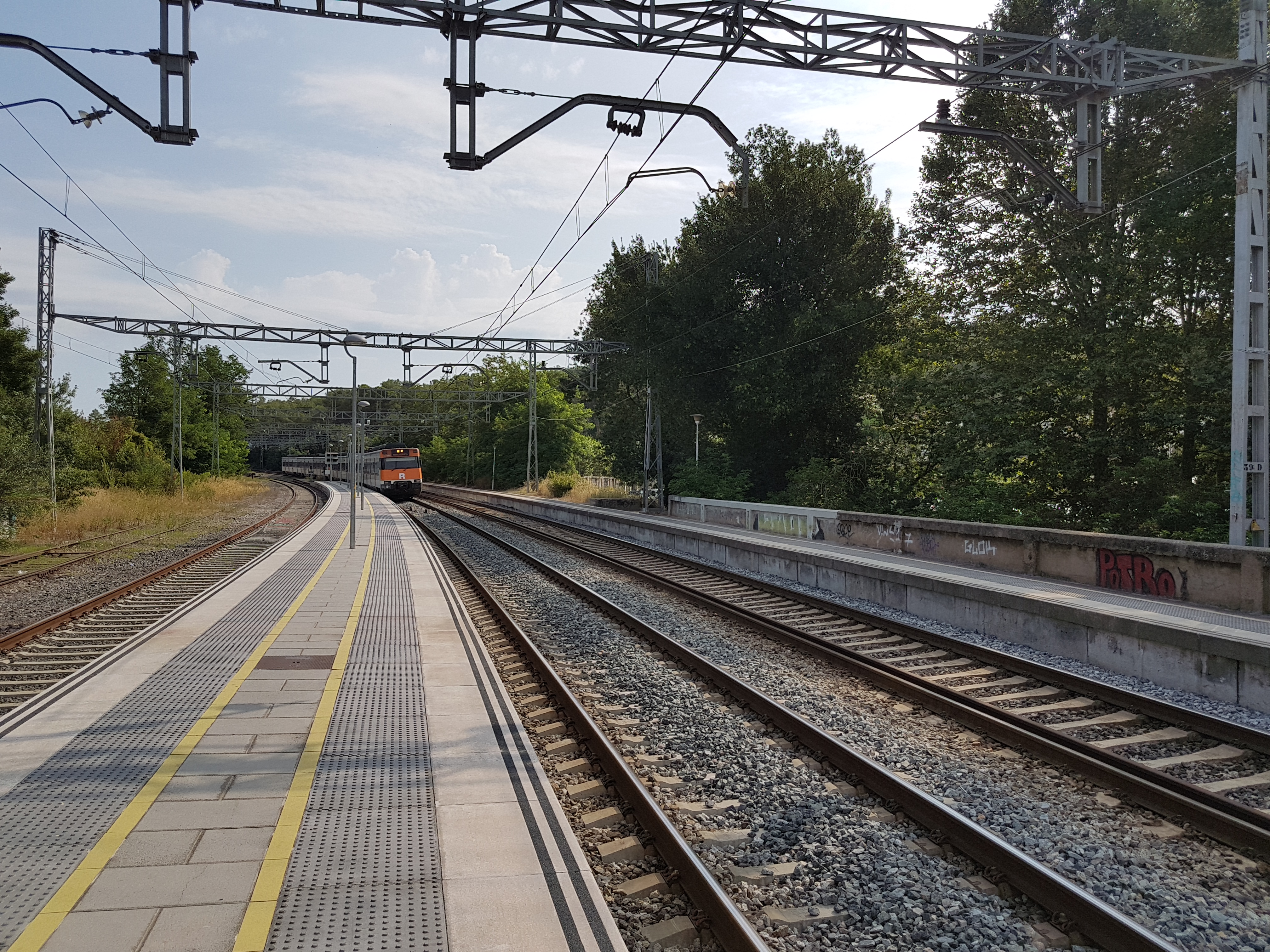
Rodalia RG1 Barcelona/l'Hospitalet per Mataró per via 1

## Projectes
La creació del TramGavarres (servei de tren tramvia) que aprofitaria el tram existent entre Riudellots i Flaçà per crear una anella ferroviària per connectar el centre de les comarques gironines i la Costa Brava.
La Cambra de Comerç va fer públic un document on recomana que el by-pass de mercaderies que s'ha de realitzar a l'estació de Girona inclogui les estacions de Celrà, Bordils-Juià i Flaçà per evitar la saturació amb el sistema de rodalia. Inicialment aquest el nou ramal de mercaderies hauria d'acabar a Celrà.